# 穆罕默德·哈桑·阿洪德
穆罕默德·哈桑·阿洪德（普什圖語：‎，？—），是一名阿富汗毛拉和塔利班高级政治人物，出身普什图人卡卡尔部落分支。阿富汗伊斯兰酋长国（塔利班政权）复辟後，2021年9月起阿洪德任代理阿富汗总理。

## 生平
阿洪德生年不详。根据联合国安理会的数据，他可能在1945年至1950年或1955年至1958年期间出生于阿富汗坎大哈省的本杰瓦伊地区（今属于扎里地区），据称是阿富汗杜兰尼王朝创建者艾哈迈德沙·杜兰尼的后裔。
阿洪德早年就读于阿富汗的多家宗教学校。作为塔利班元老，他一直是塔利班第一任领导人穆罕默德·奥马尔的亲密盟友。在塔利班第一次执政时期（1996年至2001年），阿洪德曾担任过副外长、副总理等职。塔利班被推翻的20年间，阿洪德亦是奎达舒拉（塔利班最高领导层）的一员，2013年起成为塔利班领导委员会成员和招募委员会负责人。因“庇护恐怖分子”，阿洪德与其他一些塔利班领导人一起被联合国制裁。
2021年9月7日，塔利班宣布组建临时政府，结束了阿富汗将近三周的无政府状态，阿洪德被任命为代理总理。
除了政治相关事务之外，阿洪德也是一名伊斯蘭學者，出版有多部相关神学著作。